# Ivan Zoroski
Ivan Zoroski (in serbo Иван Зороски?; Belgrado, 24 luglio 1979) è un ex cestista e procuratore sportivo serbo.

## Carriera
Ivan Zoroski inizia la carriera da cestista professionista nel 2000 con la squadra della sua città, l'FMP Železnik dove resta sino al 2004 quando vince il Campionato serbo e l'anno prima aveva conquistato la Coppa di Jugoslavia. La prima parte della stagione 2004-2005 la gioca nel Campionato greco con l'Olympiacos B.C.; la seconda invece la disputa nel Campionato belga con lo Spirou BC Charleroi. L'intera stagione 2005-2006 la gioca nel Campionato russo con la Din. Mosca Oblast. Il campionato seguente, 2006-07, lo gioca in Spagna con la maglia del CB Valladolid.
Nel 2007 ritorna in Grecia dove passa al Paniónios BC per restarci sino all'estate del 2010, quando si trasferisce in Italia al Teramo Basket con cui disputa l'intera stagione 2010-11.
Nel settembre 2011 viene ingaggiato dalla Sutor Basket Montegranaro dove gioca 28 partite segnando 419 punti totali.
Con la Jugoslavia universitaria, nel 2001 ha vinto la medaglia d'oro alle Universiadi tenutesi a Pechino.
Il 24 luglio 2012 viene ufficializzato il passaggio alla Reyer Venezia.

## Palmarès

### Squadra
- Coppa di Serbia e Montenegro: 1

FMP Železnik:  2003

### Nazionale
Medaglia d'oro alle Universiadi: 2001